# Stictomyia longicornis
Stictomyia longicornis är en tvåvingeart som beskrevs av Jacques-Marie-Frangile Bigot 1885. Stictomyia longicornis ingår i släktet Stictomyia och familjen fläckflugor. Inga underarter finns listade i Catalogue of Life.